# ساندور نوزالي (تنس)
ساندور نوزالي (بالمجرية: Noszály Sándor)‏ مواليد 16 مارس 1972 في بودابست، هو لاعب كرة مضرب مجري سابق بدأ مسيرته كمحترف سنة 1988 وكان يلعب باليد اليمنى، اعتزل اللعب في 2005. أعلى تصنيف له في الفردي كان المركز الـ 95 في سنة 1995. سبق أن شارك في دورة الألعاب الأولمبية الصيفية.

## روابط خارجية
- ساندور نوزالي على موقع رابطة محترفي التنس (الإنجليزية)
- ساندور نوزالي على موقع الاتحاد الدولي لكرة المضرب (الإنجليزية)
- ساندور نوزالي على موقع كأس ديفيز (الإنجليزية)
- ساندور نوزالي على موقع خلاصة التنس.كوم (الإنجليزية)
- ساندور نوزالي على موقع أوليمبيديا (الإنجليزية)